# Kotaro Omori
Pour les articles homonymes, voir Ōmori.
Kotaro Omori (大森 晃太郎, Omori Kotaro) est un footballeur japonais né le 28 avril 1992 à Osaka. Il évolue au poste de milieu de terrain au Júbilo Iwata.

## Biographie
Avec le club du Gamba Osaka, il participe à la Ligue des champions d'Asie. Il inscrit un but lors de cette compétition, le 7 avril 2015, sur la pelouse de l'équipe thaïlandaise du Buriram United.
Le 22 novembre 2015, il inscrit un doublé en première division japonaise, contre le club du Montedio Yamagata.

## Palmarès
- Champion du Japon en 2014 avec le Gamba Osaka
- Champion du Japon de D2 en 2013 avec le Gamba Osaka
- Vainqueur de la Coupe du Japon en 2014 avec le Gamba Osaka
- Vainqueur de la Coupe de la Ligue en 2014 avec le Gamba Osaka
- Finaliste de la Coupe de la Ligue en 2015 et 2016 avec le Gamba Osaka
- Vainqueur de la Supercoupe du Japon en 2015 avec le Gamba Osaka